# Concurs Internacional de Cant Neue Stimmen
El Concurs Internacional de Cant Neue Stimmen (Noves Veus) és un concurs internacional de cant iniciat per Liz Mohn el 1987 amb l'objectiu de donar suport als joves cantants d'òpera. Es considera un fòrum important per a nous talents, i ha estat determinant en l'inici de la carrera artística de molts participants. La Bertelsmann Stiftung de Gütersloh és la responsable d'organitzar el certamen cada cada dos anys. És un dels projectes més antics de la fundació.

## Història

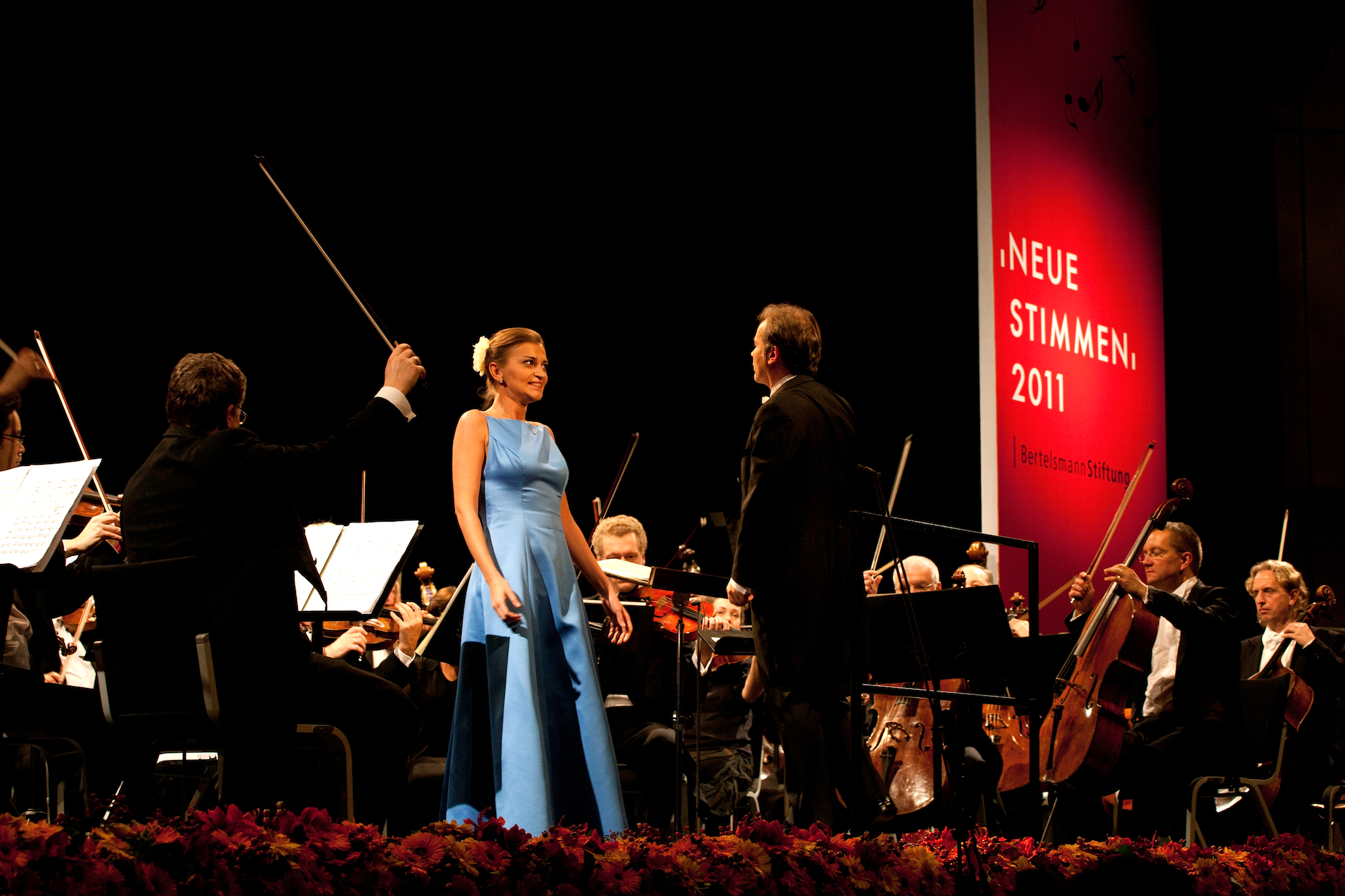
Maria Celeng durant el concert final el 2011

L'any 1985, la Filharmònica de Berlín sota la direcció d'Herbert von Karajan va oferir un concert al Centre Cultural de Gütersloh per commemorar el 150è aniversari de la fundació del grup empresarial Bertelsmann. Durant l'acte, Karajan es va trobar amb Liz Mohn, i parlant sobre la manca de programes per promoure el nou talent operístic, va dir que a Alemanya, en comparació amb altres països, hi havia poca disponibilitat de cantants joves., Mohn, que havia esdevingut membre del Consell Assessor de Bertelsmann Stiftung el 1986, va organitzar un concurs internacional de cant. August Everding, director general dels Teatres Estatals de Baviera, va tenir un paper clau aportant els coneixements especialitzats necessaris per a la celebració de l'esdeveniment.
El primer concurs va tenir lloc al Centre Cultural de Gütersloh l'octubre de 1987, organitzat conjuntament amb el comitè gestor del Deutscher Bühnenverein, l'associació que representa els teatres i orquestres d'Alemanya. A diferència d'altres esdeveniments dissenyats per promoure nous talents, els participants de Neue Stimmen actuaven en un gran escenari d'una sala de concerts, que havien d'omplir vocalment. També els acompanyava una orquestra simfònica. Paral·lelament al concurs, la Bertelsmann Stiftung va organitzar un simposi en el qual experts van debatre qüestions de política cultural. El simposi es va continuar celebrant els anys següents.
Neue Stimmen va ser inicialment un concurs de cant europeu, ja que només podien participar-hi els artistes formats a Europa. Cal destacar que els cantants d'Europa de l'Est hi van competir des del principi. A partir dels anys 90 també hi van participar artistes d'altres països, per exemple de la Xina, Israel, Japó, Corea i els Estats Units. D'aquesta manera Neue Stimmen va assolir la seva forma internacional actual. El nombre d'inscripcions ha crescut constantment al llarg dels anys. Actualment s'hi presenten aproximadament 1.500 sol·licituds cada convocatòria.
Després dels esdeveniments de 1987, 1988 i 1989, els organitzadors van començar a organitzar el certamen cada dos anys. L'any 1997 s'hi va introduir per primera vegada la a classe magistral i des d'aleshores se celebra en els anys alterns en què no hi ha competició, adreçat al desenvolupament de cantants que han mostrat especialment el seu talent en competicions anteriors de les Neue Stimmen. L'any 2012 s'hi va afegir una classe magistral de lied, que també es va celebrar el 2013 i el 2014. Els organitzadors volen aprofitar aquest esdeveniment per mantenir el lied com a forma d'art.

## Competició
L'any 2017 el concurs Neue Stimmen va complir 30 anys d'existència. Aquell any es van presentar a la competició 1.430 cantants de 76 països van presentar per competir. Les bases estableixen que els concursants han d'estar matriculats en un conservatori de música i han d'haver actuat com a intèrprets en alguna funció o l'han d'haver preparat. Es poden presentar cantants fins a 28 anys i cantants homes fins a 30. El jurat selecciona els millors 40 o 45 talents durant les audicions preliminars. Les audicions tenen lloc arreu del món en entorns imparcials i professionals, en llocs com Pequín i Nova York. Després d'això, els cantants més destacats són convidats a Gütersloh per a la ronda final, que consta de semifinals i finals. Aquests esdeveniments estan oberts al públic i els concursants reben el suport de repertoristes, és a dir, pianistes acompanyants.
Des del 2013 s'atorga un primer, segon i tercer premi als tres primers cantants femenins i als tres primers masculins, una estructura que permet una valoració més justa dels participants. També és possible que dos concursants empatin al mateix premi ex aequo si el jurat considera que les seves actuacions han estat equivalents. També s'atorga un Premi del Públic i altres guardons especials dissenyats per promoure el desenvolupament dels cantants. Els guanyadors dels premis Neue Stimmen reben un premi en metàl·lic que reflecteix el seu lloc a la classificació final de la competició. També reben suport a llarg termini, per exemple per aconseguir compromisos d'alt nivell. Els directors i agents de l'òpera utilitzen la competició per buscar nous talents i per portar cantants prometedors d'arreu del món als llocs que representen.

## Jurat
August Everding va presidir el jurat entre 1987 i 1997 i va morir poc abans del concurs de 1999. El 1999 i 2001 el va succeir René Kollo. L'any 2001, Peter Ustinov es va convertir en president honorari del jurat i patró del concurs Neue Stimmen. Gerard Mortier va dirigir el jurat els anys 2003, 2005 i 2007, un paper que ocupa Dominique Meyer des del 2009.
El director artístic del concurs és Gustav Kuhn. Brian Dickie és el responsable de les audicions preliminars.

## Guanyadors
1987
- Primer lloc: Nathalie Stutzmann (contralt)[39]
- Segon classificat: Tania Christova (soprano lírica)[8]
- Tercer lloc: Andrzej Dobber (baríton)[8]

1988
- Primer lloc: Izabela Labuda (soprano)[40]
- Segon lloc: Heike Theresa Terjung (mezzosoprano lírica)[8]
- Tercer classificat: hu (coloratura soprano)[8]

1989
- Primer lloc: Vesselina Kasarova (mezzosoprano)[41]
- Segon classificat: René Pape (baix)[8]
- Tercer classificat: Bernard Lombardo (tenor)[8]

1991
- Primer lloc: Sonia Zlatkova (soprano)[15]
- Segon lloc: Michael Volle (baríton)[15]
- Tercer lloc: Annette Seiltgen (mezzosoprano lírica)[15]

1993
- Primer lloc: Marina Ivanova (soprano de coloratura)[8]
- Segon classificat: Laura Polverelli (mezzosoprano)[8]
- Tercer classificat: Nicola Beller (soprano lírica)[8]

1995
- Primer lloc: Gwyn Hughes Jones (tenor)[8]
- Segon lloc: Hanno Müller-Brachmann (baix baríton)[8]
- Tercer lloc: Sami Luttinen (baix)[8]

1997
- Primer classificat: Eteri Gvazava (soprano)[8]
- Segon classificat: Tigran Martirossian (baix)[8]
- Tercer lloc: Soon-Won Kang (baix)[8]

1999
- Primer lloc: Tina Schlenker (soprano de coloratura lírica)[42]
- Segon classificat: Andrei Dounaev (tenor)[42]
- Tercer lloc: Paul Gay (baix baríton)[42]

2001
- Primer lloc: Burak Bilgili (baix)[43]
- Segon lloc: Woo-Kyung Kim (tenor)[43]
- Tercer classificat: Anna Samuil (soprano)[43]

2003
- Primer classificat: Franco Fagioli (contratenor)[44]
- Segon classificat: Maxim Mironov (tenor)[44]
- Tercer lloc: Song-Hu Liu (baríton líric)[44]

2005
- Primer lloc: Maria Virginia Savastano (soprano)[45]
- Segon lloc: Alexey Kudrya (tenor)[45]
- Tercer lloc: Anna Aglatova (soprano)[45]

2007
- Primer lloc: Marina Rebeka (soprano)[46]
- Segon classificat: Fernando Javier Radó (baix)[46]
- Tercer classificat: Diego Torre (tenor)[46]

2009
- Primer lloc: Eunju Kwon (soprano)[47]
- Segon lloc: Kihwan Sim (baix baríton)[47]
- Tercer lloc: JunHo You (tenor)[47]

2011
- Primer lloc: Olga Bezsmertna (soprano lírica)[48]
- Segon lloc: Jongmin Park (baix)[48]
- Tercer lloc: Xiahou Jinxu (tenor)[48]

2013
- Primer lloc: Nicole Car (soprano), Nadine Sierra (soprano), Myong-Hyun Lee (tenor)[31]
- Segon classificat: Oleg Tibulco (baix)[31]
- Tercer lloc: Kristina Mkhitaryan (soprano), Oleksandr Kyreiev (baríton)[31]

2015
- Primer lloc: Elsa Dreisig (soprano), Anatoli Sivko (baix)[49]
- Segon classificat: Miriam Albano (mezzosoprano), Darren Pati (tenor)[49]
- Tercer lloc: Bongiwe Nakani (mezzosoprano), Lukhanyo Moyake (tenor)[49]

2017
- Primer lloc: Svetlina Stoyanova (mezzosoprano), Cho ChanHee (baix)[50]
- Segon lloc: Emily D'Angelo (mezzosoprano), Johannes Kammler (baríton)[51]
- Tercer lloc: Zlata Khershberg (mezzosoprano), Mingjie Lei (tenor)[51]

2022
- Primer lloc: Francesca Pia Vitale (Sopran), Carles Pachon (Bariton)[52]

- Segon lloc: Eugénie Joneau (Mezzosopran), Sakhiwe Mkosana (Bariton)
- Tercer lloc: Yewon Han (Sopran), Dumitru Mitu (Tenor)